# Juan Manuel García García
Juan Manuel García García (La Rinconada, Sevilla, 20 de febrero de 1993) más conocido como Juanma es un futbolista español que puede alternar las posiciones de extremo y delantero en las filas del Albacete Balompié de la Segunda División de España.

## Trayectoria
Nacido en La Rinconada, provincia de Sevilla, Juanma es un delantero formado en la cantera del Real Betis Balompié. 
En la temporada 2012-13, fue cedido al Coria CF de Tercera División. Tras la finalización de su cesión fue liberado y se incorporó al CD Alcalá de Tercera División.
En la temporada 2013-14, anotaría 7 goles en los primeros 13 partidos con el CD Alcalá, por lo que Juanma regresó al Real Betis Balompié, para jugar en el Betis Deportivo Balompié de Tercera División.
El 2 de marzo de 2014, hizo su debut en Primera División con el primer equipo del Real Betis Balompié, sustituyendo a Juanfran en el minuto 76 en un encuentro frente al Villarreal CF que acabaría con empate a uno en feudo visitante.
En las temporadas siguientes jugaría en el Betis Deportivo Balompié en Tercera División.
En la temporada 2016-17, lograría el ascenso a Segunda División B, formando dupla con Loren Morón en la delantera del equipo verdiblanco. Tras el ascenso, pondría fin a su etapa bética con el que disputaría una cifra total de 119 partidos en los que anotaría 31 goles.
En la temporada 2017-18 firma por el Club Deportivo Badajoz de Segunda División B, con el que juega 35 partidos y anota 12 goles. 
En la temporada 2018-19 firma por el Marbella FC de Segunda División B, con el que juega 32 partidos y anota 8 goles.
El 1 de julio de 2019, Juanma se unió al Burgos Club de Fútbol de la Segunda División B. En la temporada 2019-20 jugaría 28 partidos en los que anotaría cinco goles.
El 23 de mayo de 2021, logra el ascenso a la Segunda División de España, tras vencer en la final de la eliminatoria de ascenso al Bilbao Athletic en el Estadio Francisco de la Hera de Almendralejo. Al término del partido se haría viral su petición de matrimonio a su pareja.
El 23 de julio de 2022, firma por el Albacete Balompié de la Segunda División de España por tres temporadas.
Juanma García llegó al Albacete Balompié en el verano de 2022 procedente del Burgos CF y jugó en el club durante tres temporadas. En su primer año, fue una pieza importante en el equipo que alcanzó el playoff de ascenso a Primera División. Durante la campaña 2023-24, su protagonismo fue menor pero siguió aportando experiencia y compromiso. En la temporada 2024-25, recuperó protagonismo y marcó un gol clave contra el Andorra que ayudó al equipo a lograr la permanencia en LaLiga Hypermotion. Tras una temporada de altibajos, finalizó su etapa en el Albacete en junio de 2025 tras disputar 107 partidos oficiales, anotando varios goles y dejando una buena imagen entre la afición.
El 10 de junio de 2025, Juanma y el Albacete separan sus caminos.

## Clubes
| Club                     | País   | Año       |
| ------------------------ | ------ | --------- |
| Betis Deportivo Balompié | España | 2011-2012 |
| Coria CF                 | España | 2012-2013 |
| CD Alcalá                | España | 2013-2014 |
| Betis Deportivo Balompié | España | 2014-2017 |
| Real Betis Balompié      | España | 2014      |
| Club Deportivo Badajoz   | España | 2017-2018 |
| Marbella FC              | España | 2018-2019 |
| Burgos Club de Fútbol    | España | 2019-2022 |
| Albacete Balompié        | España | 2022-2025 |